# Conirostrum bicolor
Conirostrum bicolor là một loài chim trong họ Thraupidae.